# Ethel Roosevelt Derby
Ethel Carow Roosevelt Derby (13 de Agosto de 1891 - 10 de Dezembro de 1977) foi a filha mais nova e a quarta criança do Presidente dos Estados Unidos Theodore Roosevelt.
Conhecida pelos residentes de Long Island como a Rainha de Oyster Bay e A Primeira Dama de Oyster Bay, Ethel lutou para preservar o legado de seu pai assim como a casa da família, "Sagamore Hill", para futuras gerações - especialmente após a morte de sua mãe Edith em 1948.

## Casamento e Família
A 4 de Abril de 1913, casa-se com Richard Derby, um cirurgião. Durante a Primeira Guerra Mundial, a senhora Derby serviu como enfermeira em França, no American Ambulance Hospital, ajudando o seu marido. Ethel foi a primeira dos filhos de Theodore Roosevelt a servir nessa "guerra de todas as guerras".
Do seu casamento, teve quatro filhos:
- Richard Jr. (1914–1922) que faleceu com oito anos de uma septicemia;
- Edith Roosevelt (1917–2008) que casou com Andrew Murray "Mike" Williams;
- Sarah Alden (1920–1999), que casou em Vermont com o senador Robert T. Gannett;
- Judith Quentin Derby (1923–1973) que casou com Adelbert "Del" Ames III.

Todas as quatro crianças cresceram em Oyster Bay.